# Kóka
Kóka ist eine ungarische Gemeinde im Kreis Nagykáta im Komitat Pest. Die Einwohnerzahl beträgt ungefähr 4.500 (Stand 2013).

## Gemeindepartnerschaft
- Gunaroš (Гунарош), Serbien

## Verkehr
Durch Kóka verläuft die Landstraße Nr. 3105. Der nächstgelegene Bahnhof befindet sich sechs Kilometer südwestlich in der Stadt Sülysáp.